# تیمچه ارباب
تیمچه ارباب مربوط به اوایل دوره قاجار است و در اصفهان، میدان نقش جهان، بازار بزرگ، بازار گلشن واقع شده و این اثر در تاریخ ۲۳ شهریور ۱۳۸۲ با شمارهٔ ثبت ۱۰۲۲۰ به‌عنوان یکی از آثار ملی ایران به ثبت رسیده است.